# Regimiento Preobrazhenski
El Regimiento Preobrazhenski (del ruso: Преображенский лейб-гвардии полк) era el más antiguo y uno de los más prestigiosos regimientos de la Guardia Lieib (Guardia imperial rusa). Está íntimamente ligado a la historia de la emergencia del Imperio ruso, y de la Rusia moderna, desde el fin del siglo XVII al siglo XIX. Por este motivo, incorpora una fuerte carga simbólica.

## Historia del regimiento

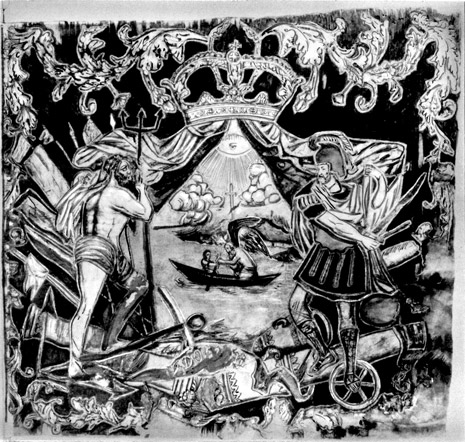
Bandera del Regimiento Preobrazhenski en 1700.

El regimiento fue creado por el zar Pedro I el Grande de Rusia en 1687. Le debe su nombre al pueblo de Preobrazhénskoye, situado al este de Moscú. Este regimiento era heredero del Regimiento Petrov, creado por el zar Alejo I de Rusia para los juegos de guerra de su hijo Pedro I de Rusia. Esta pequeña tropa armada se componía entonces de unos cincuenta jóvenes boyardos y cortesanos. En 1687, este regimiento toma el nombre de Regimiento Preobrazhenski.
En los años 1695 y 1696, participa en las Campañas de Azov.
En 1698, el Regimiento Preobrazhenski se componía de cuatro batallones, a los que hay que añadir dos compañías militares distintas compuestas por bombarderos (el servicio de los morteros y obuses) y granaderos.
El 22 de agosto de 1700, este regimiento tomó el nombre de Regimiento de la Guardia Preobrazhenski. Otro regimiento, igualmente creado en 1683 por los jóvenes guerreros de Pedro Alekséyevich (Pedro I), recibió el nombre de Regimiento de la Guardia Semiónovski, por el pueblo en que estaba inicialmente estacionado, Semiónovskoye, situado cerca de Moscú. En 1723, este regimiento estaba acuartelado en San Petersburgo.

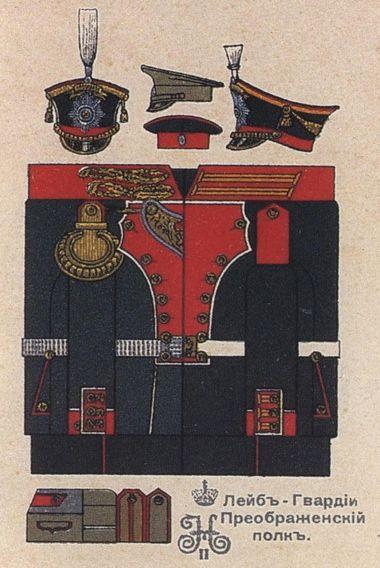
Uniforme del Regimiento Preobrazhenski en 1910.

El Regimiento Preobrazhenski se distinguió durante la Gran Guerra del Norte (1700-1721), la Guerra ruso-turca de 1710-1711 y la Guerra ruso-persa (1722-1723). Asimismo formaron parte de las tropas rusas en la Guerra ruso-turca de 1735-1739, la Guerra ruso-sueca de 1741-1743 y la Guerra ruso-sueca de 1788-1790.
En 1800, por orden de Pablo I, el Regimiento fue renombrado como “Regimiento de la Guardia de Su Majestad”. Sin embargo, en 1801, Alejandro I le devolvió su antiguo nombre. Posteriormente participaría activamente en las Guerras de la Tercera Coalición, la Cuarta Coalición así como en la Guerra de Finlandia de 1808-1809. 
Entre 1812 y 1814, este regimiento participa en la Guerra patriótica de 1812 y la Guerra de la Sexta Coalición. Del mismo modo se vio implicado en la Guerra ruso-turca de 1828 -1829. Se encargó de la represión de los insurgentes polacos en las insurrecciones de de noviembre de 1830 y  de 1861-1864. Participó asimismo en las batallas de la Guerra ruso-turca de 1877-1878. 
Durante la Primera Guerra Mundial, el regimiento toma parte en las batallas de Lemberg, del Vístula, en la Segunda batalla de los lagos de Masuria, en el asedio de Vilna del 22 de agosto al 2 de octubre de 1915 y en la Ofensiva Brusílov el 4 de junio del mismo año (véase Alekséi Brusílov).
La segunda compañía del batallón de reserva del Regimiento Preobrazhenski tuvo protagonismo en la Revolución de febrero de 1917. Ese mismo año, el Regimiento fue disuelto por su último comandante, el coronel Aleksandr Kutépov (más tarde general) y reintegrado en el Ejército Blanco en el sur de Rusia. Los oficiales exiliados de este regimiento crearon entonces la Unión Preobrazhéntsev (Unión de los integrantes del Regimiento Preobrazhenski).
Durante los siglos XVIII y XIX, la admisión a este regimiento estuvo reservada a los jóvenes aristócratas rusos que hubieran probado su lealtad hacia el gobierno imperial y el zar.

## Linea de tiempo

### 1683
Pedro el Grande comienza a reunir los regimientos divertidos. Inicialmente, el número de soldados era menos de cincuenta.

### 1687
Los regimientos divertidos se convierten en el regimiento Semiónovski y los regimientos Preobrazhenski del ejército regular.

### 1695
El regimiento Preobrazhenski (nueve compañías) participa en las campañas de Azov.

### 1696
El regimiento se divide en cuatro batallones y dos compañías separadas de bombarderos y granaderos.

### 1700-1720
participa en las principales batallas de la Gran Guerra del Norte.

### 1700
Antes de la batalla de Narva se llama oficialmente regimiento Leib-Guard Preobrazhenski.

### 1706
El zar Pedro el Grande adopta el rango militar de coronel del regimiento Preobrazhenski.

### 1722
Participa en la guerra contra Persia.
Según la Tabla de Rangos de Rusia, los soldados del regimiento Preobrazhenski debían considerarse dos rangos más altos que en las unidades ordinarias.

### 1726
La compañía de Moscú del regimiento Preobrazhenski se convierte en un batallón de salvavidas de Moscú separado y más tarde en un batallón de guardias de Murom leib.

### 1735-1739
Guerra contra el Imperio otomano de 1735-1739.

### 1737
Participa en la batalla de Ochákov.

### 1741-1743
Guerra contra Suecia de 1741-1743.

### 1762
El 17 de julio se declaró primero y más alto en el orden militar de precedencia en el Ejército Imperial Ruso y la Guardia Imperial Rusa.

### 1788-1790
Empieza la guerra contra Suecia de 1788-1790.

### 1796
Los batallones del regimiento Preobrazhensky son nombrados de acuerdo con sus jefes:
1. 1er batallón - Su Majestad
2. 2do batallón - Teniente general Tatischev
3. 3er Batallón - Mariscal de campo general Suvórov
4. Batallón de granaderos - General de división Arakchéiev.

### 1805
Como parte del Cuerpo de Guardias del Gran Duque, los batallones 1º y 3º parten de San Petersburgo hacia Austria el 22 de agosto; el 2 de diciembre participa en la batalla de Austerlitz y regresa a San Petersburgo el 19 de abril de 1806.

### 1807
En febrero, el Regimiento, que consta de los 4 batallones, comienza la marcha como parte del Cuerpo de Guardias del Gran Duque; el 5 de junio se enfrenta a las tropas de Ney cerca de Guttstadt y Altkirchen y el 14 de junio participa en la batalla de Friedland; regresa a San Petersburgo en agosto.

### 1808
El 9 de septiembre, el 2º batallón del regimiento ingresa en el Cuerpo del General de División Strógonov en Vilmanstrand (Finlandia).

### 1809
El 10 de marzo, siendo parte del Cuerpo del Teniente General Príncipe Bagratión, inicia su marcha hacia Suecia a través de las islas Aland; el 14 de marzo lucha contra la retaguardia enemiga en la isla de Lemland; el 17 de marzo se detiene en la isla Eckerö, más cercana a la costa sueca, y después de las conversaciones con Suecia comienza a retroceder; regresa a San Petersburgo en octubre.

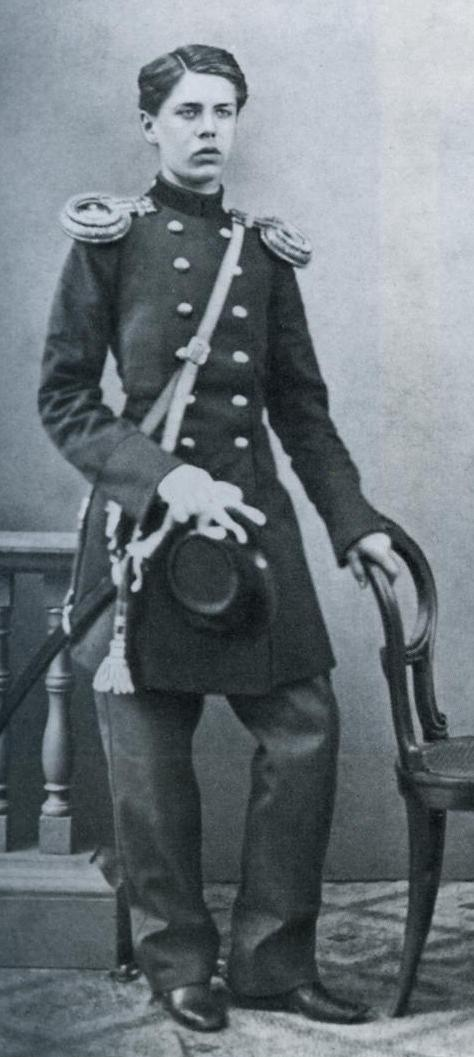
Joven Modest Músorgski como cadete en el Regimiento Preobrazhenski de la Guardia Imperial

### 1811
El regimiento se transforma en 3 batallones; cada batallón comprende ahora una compañía de granaderos (pelotones de granaderos y tiradores) y tres compañías de fusileros.

### 1812
Como parte del Cuerpo de Guardias del Gran Duque, el regimiento se traslada en marzo a Vilna, donde se une al 1º Ejército Occidental de Barclay-de-Tolly; el 7 de septiembre participa en la batalla de Borodinó. Durante la retirada francesa de Moscú, el regimiento estuvo en la reserva todo el tiempo y regresa a Vilna en diciembre.

### 1813
El 13 de enero, la guardia cruza el río Neman en presencia del emperador; el 2 de abril participa en el gran desfile en presencia del emperador y rey Federico Guillermo III de Prusia; el 14 de abril entra triunfalmente en Dresde; el 2 de mayo participa en la batalla de Lutzen; los días 19, 20 y 21 de mayo el regimiento es una reserva central bajo el mando del Gran Duque en la batalla de Bautzen; el 28 de agosto y el 29 de agosto, siendo parte de la 1ª División de Infantería de la Guardia bajo el mando del general Yermólov, se distingue en la batalla de Ulm.

### 1814
El 13 de enero, en presencia del emperador Alejandro I, el Regimiento cruza el Rin en Basilea y como parte de la reserva del Ejército Principal bajo Barklay-de-Tolly, participa en todas las ofensivas y retiradas hasta la batalla de París. (30 de marzo); el 31 de marzo entra triunfalmente en la capital de Francia; El 1er batallón del regimiento tiene su vivac cerca del Palacio de las Tullerías. Después de permanecer en París durante más de dos meses, el Regimiento parte hacia Normandía, embarcando en Cherburgo el 15 de junio y el 12 de agosto entrando en San Petersburgo a través del Arco de Triunfo, construido por orden del Emperador en memoria del excelente servicio de la Guardia en 1812 -1814.

### 1877-1878
Guerra contra el Imperio otomano de 1877-1878.

### 1906
Primer Batallón excluido del regimiento y despojado de los privilegios de Salvavidas, en cambio, el nuevo primer batallón del regimiento está formado por caballeros de la Orden de San Jorge y héroes de la Guerra Ruso-Japonesa. [1]

### 1914-1917
participa en la Primera Guerra Mundial.

### 1917
Los batallones de guarnición participaron en el motín de la Revolución de Febrero el lunes 12 de marzo; que condujo a la abdicación del zar Nicolás II. Disuelto en diciembre por Aleksandr Kutépov, su último comandante.

### 2013
Restablecido como el 154 °C Independiente de Preobrazhenski.